# Lista odcinków serialu Dziewczyny
Poniżej znajduje się lista odcinków serialu telewizyjnego Dziewczyny – emitowanego przez amerykańską stację telewizyjną  HBO od 15 kwietnia 2012 roku do 16 kwietnia 2017 roku. Powstały sześć serii, które składają się łącznie z 62 odcinków. W Polsce był emitowany od 30 lipca 2014 roku  do 17 kwietnia 2017 roku przez stację  HBO Polska.

## Przegląd sezonów
| Sezon | Sezon | Odcinki | Premiera sezonu  | Finał sezonu     | Premiera         | Finał               | Wydanie DVD      | Wydanie DVD      | Wydanie DVD      |
| Sezon | Sezon | Odcinki | Premiera sezonu  | Finał sezonu     | Premiera         | Finał               | Region 1         | Region 2         | Polska           |
| ----- | ----- | ------- | ---------------- | ---------------- | ---------------- | ------------------- | ---------------- | ---------------- | ---------------- |
|       | 1     | 10      | 15 kwietnia 2012 | 17 czerwca 2012  | 30 lipca 2012    | 1 października 2012 | 11 grudnia 2012  | 4 lutego 2013    | 25 stycznia 2013 |
|       | 2     | 10      | 13 stycznia 2013 | 17 marca 2013    | 21 stycznia 2013 | 18 marca 2013       | 12 sierpnia 2013 | 13 sierpnia 2013 | 7 marca 2014     |
|       | 3     | 12      | 12 stycznia 2014 | 23 marca 2014    | 13 stycznia 2014 | 24 marca 2014       | N/A              | 12 stycznia 2015 | 23 stycznia 2015 |
|       | 4     | 10      | 11 stycznia 2015 | 22 marca 2015    | 12 stycznia 2015 | 23 marca 2015       | N/A              | N/A              | N/A              |
|       | 5     | 10      | 21 lutego 2016   | 17 kwietnia 2016 | 22 lutego 2016   | 18 kwietnia 2016    | N/A              | N/A              |                  |
|       | 6     | 10      | 12 lutego 2017   | 16 kwietnia 2017 | 13 lutego 2017   | 17 kwietnia 2017    | N/A              | N/A              |                  |

### Sezon 1 (2012)
| Nr | #  | Tytuł                                      | Reżyseria       | Scenariusz                      | Premiera HBO     | Premiera HBO Polska |
| -- | -- | ------------------------------------------ | --------------- | ------------------------------- | ---------------- | ------------------- |
| 1  | 1  | Pilot                                      | Lena Dunham     | Lena Dunham                     | 15 kwietnia 2012 | 30 lipca 2012       |
| 2  | 2  | Vagina Panic                               | Lena Dunham     | Lena Dunham                     | 22 kwietnia 2012 | 6 sierpnia 2012     |
| 3  | 3  | All Adventurous Women Do                   | Lena Dunham     | Lena Dunham                     | 29 kwietnia 2012 | 13 sierpnia 2012    |
| 4  | 4  | Hannah's Diary                             | Richard Shepard | Lena Dunham                     | 6 maja 2012      | 20 sierpnia 2012    |
| 5  | 5  | Hard Being Easy                            | Jesse Peretz    | Lena Dunham                     | 13 maja 2012     | 27 sierpnia 2012    |
| 6  | 6  | The Return                                 | Lena Dunham     | Lena Dunham & Judd Apatow       | 20 maja 2012     | 3 września 2012     |
| 7  | 7  | Welcome to Bushwick a.k.a. The Crackcident | Jody Lee Lipes  | Lena Dunham & Jenni Konner      | 27 maja 2012     | 10 września 2012    |
| 8  | 8  | Weirdos Need Girlfriends Too               | Jody Lee Lipes  | Lena Dunham & Dan Sterling      | 3 czerwca 2012   | 17 września 2012    |
| 9  | 9  | Leave Me Alone                             | Richard Shepard | Lena Dunham & Bruce Eric Kaplan | 10 czerwca 2012  | 24 września 2012    |
| 10 | 10 | She Did                                    | Lena Dunham     | Lena Dunham                     | 17 czerwca 2012  | 1 października 2012 |

### Sezon 2 (2013)
| Nr | #  | Tytuł                  | Reżyseria       | Scenariusz                                           | Premiera HBO     | Premiera HBO Polska |
| -- | -- | ---------------------- | --------------- | ---------------------------------------------------- | ---------------- | ------------------- |
| 11 | 1  | It's About Time        | Lena Dunham     | Lena Dunham & Jenni Konner                           | 13 stycznia 2013 | 21 stycznia 2013    |
| 12 | 2  | I Get Ideas            | Lena Dunham     | Jenni Konner                                         | 20 stycznia 2013 | 21 stycznia 2013    |
| 13 | 3  | Bad Friend             | Jesse Peretz    | Lena Dunham & Sarah Heyward                          | 27 stycznia 2013 | 28 stycznia 2013    |
| 14 | 4  | It's a Shame About Ray | Jesse Peretz    | Lena Dunham                                          | 2 lutego 2013    | 3 lutego 2013       |
| 15 | 5  | One Man's Trash        | Richard Shepard | Lena Dunham                                          | 10 lutego 2013   | 11 lutego 2013      |
| 16 | 6  | Boys                   | Claudia Weill   | Murray Miller                                        | 17 lutego 2013   | 18 lutego 2013      |
| 17 | 7  | Video Games            | Richard Shepard | Bruce Eric Kaplan                                    | 24 lutego 2013   | 25 lutego 2013      |
| 18 | 8  | It's Back              | Jesse Peretz    | Lena Dunham & Steve Rubinshteyn & Deborah Schoeneman | 3 marca 2013     | 4 marca 2013        |
| 19 | 9  | On All Fours           | Lena Dunham     | Lena Dunham & Jenni Konner                           | 10 marca 2013    | 11 marca 2013       |
| 20 | 10 | Together               | Lena Dunham     | Judd Apatow & Lena Dunham                            | 17 marca 2013    | 18 marca 2013       |

### Sezon 3 (2014)
| Nr | #  | Tytuł           | Reżyseria       | Scenariusz                               | Premiera HBO     | Premiera HBO Polska |
| -- | -- | --------------- | --------------- | ---------------------------------------- | ---------------- | ------------------- |
| 21 | 1  | Females Only    | Lena Dunham     | Lena Dunham                              | 12 stycznia 2014 | 13 stycznia 2014    |
| 22 | 2  | Truth or Dare   | Lena Dunham     | Jenni Konner                             | 12 stycznia 2014 | 13 stycznia 2014    |
| 23 | 3  | She Said OK     | Jesse Peretz    | Lena Dunham & Jenni Konner               | 19 stycznia 2014 | 20 stycznia 2014    |
| 24 | 4  | Dead Inside     | Jesse Peretz    | Judd Apatow & Lena Dunham                | 26 stycznia 2014 | 27 stycznia 2014    |
| 25 | 5  | Only Child      | Tricia Brock    | Murray Miller                            | 1 lutego 2014    | 2 lutego 2014       |
| 26 | 6  | Free Snacks     | Jamie Babbit    | Paul Simms                               | 9 lutego 2014    | 10 lutego 2014      |
| 27 | 7  | Beach House     | Jesse Peretz    | Jenni Konner & Lena Dunham & Judd Apatow | 16 lutego 2014   | 17 lutego 2014      |
| 28 | 8  | Incidentals     | Richard Shepard | Lena Dunham & Sarah Heyward              | 23 lutego 2014   | 24 lutego 2014      |
| 29 | 9  | Flo             | Richard Shepard | Bruce Eric Kaplan                        | 2 marca 2014     | 3 marca 2014        |
| 30 | 10 | Role-Play       | Jesse Peretz    | Lena Dunham & Judd Apatow                | 9 marca 2014     | 10 marca 2014       |
| 31 | 11 | I Saw You       | Jesse Peretz    | Lena Dunham & Paul Simms                 | 16 marca 2014    | 17 marca 2014       |
| 32 | 12 | Two Plane Rides | Lena Dunham     | Lena Dunham                              | 23 marca 2014    | 24 marca 2014       |

### Sezon 4 (2015)
| Nr | #  | Tytuł                       | Reżyseria       | Scenariusz                              | Premiera HBO     | Premiera HBO Polska |
| -- | -- | --------------------------- | --------------- | --------------------------------------- | ---------------- | ------------------- |
| 33 | 1  | Iowa                        | Lena Dunham     | Lena Dunham & Judd Apatow               | 11 stycznia 2015 | 12 stycznia 2015    |
| 34 | 2  | Triggering                  | Lena Dunham     | Jenni Konner & Lena Dunham              | 18 stycznia 2015 | 19 stycznia 2015    |
| 35 | 3  | Female Author               | Jesse Peretz    | Sarah Heyward                           | 25 stycznia 2015 | 26 stycznia 2015    |
| 36 | 4  | Cubbies                     | Jesse Peretz    | Bruce Eric Kaplan                       | 8 lutego 2015    | 9 luteg0 2015       |
| 37 | 5  | Sit-In                      | Richard Shepard | Paul Simms, Max Brockman                | 15 lutego 2015   | 16 luteg0 2015      |
| 38 | 6  | Close-Up                    | Richard Shepard | Murray Miller                           | 22 lutego 2015   | 23 luteg0 2015      |
| 39 | 7  | Ask Me My Name              | Tricia Brock    | Murray Miller, Jason Kim                | 1 marca 2015     | 2 marca 2015        |
| 40 | 8  | Tad & Loreen & Avi & Shanaz | Jamie Babbit    | Lena Dunham, Jenni Konner               | 8 marca 2015     | 9 marca 2015        |
| 41 | 9  | Daddy Issues                | Jesse Peretz    | Paul Simms                              | 15 marca 2015    | 16 marca 2015       |
| 42 | 10 | Home Birth                  | Lena Dunham     | Jenni Konner, Lena Dunham , Judd Apatow | 22 marca 2015    | 23 marca 2015       |

### Sezon 5 (2016)
| Nr | #  | Tytuł                     | Reżyseria        | Scenariusz                             | Premiera HBO     | Premiera HBO Polska |
| -- | -- | ------------------------- | ---------------- | -------------------------------------- | ---------------- | ------------------- |
| 43 | 1  | Wedding Day               | Lena Dunham      | Lena Dunham                            | 21 lutego 2016   | 22 lutego 2016      |
| 44 | 2  | Good Man                  | Lena Dunham      | Jenni Konner, Lena Dunham              | 28 lutego 2016   | 29 lutego 2016      |
| 45 | 3  | Japan                     | Jesse Peretz     | Jenni Konner                           | 6 marca 2016     | 7 marca 2016        |
| 46 | 4  | Old Loves                 | Jesse Peretz     | Bruce Eric Kaplan                      | 13 marca 2016    | 14 marca 2016       |
| 47 | 5  | Queen for Two Days        | Jesse Peretz     | Tami Sagher                            | 20 marca 2016    | 21 marca 2016       |
| 48 | 6  | The Panic in Central Park | Richard Shephard | Lena Dunham                            | 27 marca 2016    | 28 marca 2016       |
| 49 | 7  | Hello Kitty               | Richard Shepard  | Sarah Heyward                          | 3 kwietnia 2016  | 4 kwietnia 2016     |
| 50 | 8  | Homeward Bound            | Jamie Babbit     | Murray Miller                          | 10 kwietnia 2016 | 11 kwietnia 2016    |
| 51 | 9  | Love Stories              | Alex Karpovsky   | Max Brockman, Jason Kim, Lena Dunham   | 17 kwietnia 2016 | 18 kwietnia 2016    |
| 52 | 10 | I Love You Baby           | Jenni Konner     | Judd Apatow, Lena Dunham, Jenni Konner | 17 kwietnia 2016 | 18 kwietnia 2016    |

### Sezon 6 (2017)
| Nr | #  | Tytuł                                 | Reżyseria       | Scenariusz                             | Premiera HBO     | Premiera HBO Polska |
| -- | -- | ------------------------------------- | --------------- | -------------------------------------- | ---------------- | ------------------- |
| 53 | 1  | All I Ever Wanted                     | Lena Dunham     | Lena Dunham, Jenni Konner              | 12 lutego 2017   | 13 lutego 2017      |
| 54 | 2  | Hostage Situation                     | Lena Dunham     | Lena Dunham                            | 19 lutego 2017   | 20 lutego 2017      |
| 55 | 3  | American Bitch                        | Richard Shepard | Lena Dunham                            | 26 lutego 2017   | 27 lutego 2017      |
| 56 | 4  | Painful Evacuation                    | Jesse Peretz    | Lena Dunham, Jenni Konner              | 5 marca 2017     | 6 marca 2017        |
| 57 | 5  | Gummies                               | Jesse Peretz    | Sarah Heyward                          | 12 marca 2017    | 13 marca 2017       |
| 58 | 6  | Full Disclosure                       | Jamie Babbit    | Murray Miller                          | 19 marca 2017    | 20 marca 2017       |
| 59 | 7  | The Bounce                            | Richard Shepard | Murray Miller, Tami Sagher             | 26 marca 2017    | 27 marca 2017       |
| 60 | 8  | What Will We Do This Time About Adam? | Jesse Peretz    | Judd Apatow, Lena Dunham               | 2 kwietnia 2017  | 3 kwietnia 2017     |
| 61 | 9  | Goodbye Tour                          | Nisha Ganatra   | Jenni Konner, Lena Dunham              | 9 kwietnia 2017  | 10 kwietnia 2017    |
| 62 | 10 | Latching                              | Jenni Konner    | Lena Dunham, Jenni Konner, Judd Apatow | 16 kwietnia 2017 | 17 kwietnia 2017    |